# Le cœur a ses raisons que la raison ne connaît point
Pour les articles homonymes, voir Le cœur a ses raisons.
« Le cœur a ses raisons que la raison ne connaît point » est un aphorisme philosophique de Blaise Pascal issu de ses Pensées.

## Interprétation
Nonobstant un emploi fréquent à propos d'affects dans la culture populaire, cet aphorisme traite de la religion. C'est un raccourci de la conception de Pascal[réf. nécessaire] : la raison n'est pas le meilleur moyen d'appréhender Dieu,,,. La phrase est devenue une maxime évoquant, avec une certaine indulgence, la complexité intime de certains choix, peu lisibles pour un observateur, particulièrement en matière de choix de partenaire amoureux.
Hervé Pasqua considère que l'usage courant tient du « contresens », citant, à l'appui du sens véritable, un fragment des Pensées contigu : « c'est le cœur qui sent Dieu et non la raison. Voilà ce que c'est que la foi, Dieu sensible au cœur et non à la raison »,,.

## Stylistique
Stylistiquement, cette phrase est une diaphore, puisque les raisons et la raison sont à prendre dans deux sens différents, ainsi qu'une antanaclase.